# Спонд, Жан
Жан де Спонд (фр. Jean de Sponde; 1557, Молеон (ныне — в департаменте Атлантические Пиренеи) — 18 марта 1595, Бордо) — французский поэт.

## Жизнь и творчество
Из семьи придворных королей Наварры, отец — кальвинист, сам Спонд тоже принадлежал к кальвинистам. Учился в Базеле у Теодора де Беза. Блестящий знаток греческого, перевел Гомера на латынь. С 1582 года его жизнь приняла религиозное направление, он написал «Размышления о псалмах» (1588) и «Опыт нескольких христианских стихотворений». С 1585 года выступал агентом политики Генриха Наваррского. Был арестован и посажен в тюрьму в Париже, обратился — по примеру Генриха — в католицизм в Туре. Это вызвало гнев французских протестантов, Агриппа д’Обинье стал его личным врагом. Спонд умер в крайней бедности. Его книги уничтожались протестантами, его симпатии к кальвинизму вызывали соответствующие чувства у католиков. Сочинения Спонда, включая философско-религиозные сонеты и стансы, были надолго забыты и оказались воскрешены лишь в середине XX века. Тогда его и признали одним из крупнейших поэтов французского барокко.

## Сочинения
- Œuvres littéraires, suivies d'Écrits apologétiques avec des Juvénilia. — Genève: Droz, 1978.